# ستيفن إيفرسن
ستيفن إيفرسن، من مواليد 10 نوفمبر 1976 في أوسلو في النرويج، لاعب كرة قدم نرويجي.
بدأ مسيرته الكروية مع نادي روسنبورغ في موسم 1995/1996، ولعب معهم 50 مباراة وسجل معهم 18 هدف، وفي عام 1996 انتقل إلى نادي توتنهام هوتسبير الإنجليزي، ولعب معهم حتى عام 2003، وشارك معهم في 143 مباراة وسجل 36 هدف، وفي موسم 2003/2004 انتقل إلى نادي وولفرهامبتون واندرز الإنجليزي، ولعب معهم 16 مباراة وسجل 4 أهداف، وفي موسم 2004/2005 انتقل إلى نادي فوليرينغا، ولعب معهم 29 مباراة وسجل 11 هدف، وفي عام 2006 انتقل إلى نادي روسينبوربغ.
وقد بدأ باللعب مع منتخب النرويج لكرة القدم منذ عام 1998 وحتى 2011.

## روابط خارجية
- ستيفن إيفرسن على موقع IMDb (الإنجليزية)
- ستيفن إيفرسن على موقع الاتحاد الدولي (مؤرشف)  (الإنجليزية)
- ستيفن إيفرسن على موقع الاتحاد الأوربي (الإنجليزية)
- ستيفن إيفرسن على موقع اتحاد النرويج (النرويجية)
- ستيفن إيفرسن على موقع قاعدة بيانات كرة القدم.إي يو (الإنجليزية)
- ستيفن إيفرسن على موقع ناشيونال فوتبول تيمز (الإنجليزية)
- ستيفن إيفرسن على موقع Soccerbase.com (لاعب) (الإنجليزية)
- ستيفن إيفرسن على موقع Soccerway.com (الإنجليزية)
- ستيفن إيفرسن على موقع عالم كرة القدم.نت (الإنجليزية)
- ستيفن إيفرسن على موقع كووورة
- ستيفن إيفرسن على موقع AS.com (الإسبانية)